# خوسيه إنسفران
خوسيه إنسفران (بالإسبانية: José Domingo Insfrán)‏ هو لاعب كرة قدم باراغواياني، ولد في 4 أغسطس 1949. شارك مع منتخب باراغواي لكرة القدم. أما مع النوادي، فقد لعب مع أوليمبيا أسونسيون وسيرو بورتينيو.

## وصلات خارجية
- خوسيه إنسفران على موقع ناشيونال فوتبول تيمز (الإنجليزية)